# 斯圖爾特·傑克森
斯圖爾特·傑克森（英語：Stewart Jackson，1965年1月31日—）是一位英格蘭政治人物，他的黨籍是保守黨。自2005年開始，他擔任彼得伯勒選區選出的英國下議院議員。在從政之前他是一位商人。